# Guto Ferreira
Augusto Sérgio Ferreira (Piracicaba, 7 de setembro de 1965) é um treinador de futebol brasileiro. Atualmente está sem clube.

## Carreira

### Início
Formado em educação física pela Universidade Metodista de Piracicaba (UNIMEP), em 1985, Guto começou a carreira de treinador nas categorias de base do XV de Piracicaba, clube de sua cidade natal. Em seguida assumiu as categorias de base do São Paulo e na sequência as categorias de base do Internacional, e no próprio Inter iniciou sua carreira como treinador de equipes principais, conquistando o Super Campeonato Gaúcho de 2002. Passou ainda por Noroeste, Penafiel e Naval, de Portugal. Voltando ao Brasil, comandou o Corinthians Alagoano, o 15 de Novembro e o Mogi Mirim, este último pelo qual esteve até junho de 2011. Em pouco tempo comandou o Criciúma, meses depois acertou com o ABC e em seguida retornou ao comando do Mogi Mirim, onde conseguiu o troféu de Campeão do Interior Paulista 2012 e o acesso para a Série C.

### Ponte Preta
Após conseguir o acesso com o Mogi, foi anunciado no mesmo dia como novo treinador da Ponte Preta. Lá, alcançou a marca de 16 partidas sem perder no Campeonato Paulista e conquistou o troféu de Campeão do Interior Paulista.

### Portuguesa
No dia 28 de julho de 2013, Guto Ferreira foi oficializado como treinador da Portuguesa. Assinou contrato até o final do Paulistão 2014, com a missão imediata de livrar a Lusa do rebaixamento no Campeonato Brasileiro. Foi apresentado oficialmente no dia 29 de julho de 2013 e, logo em sua chegada, mostrou-se consciente da situação do clube e traçou metas para o trabalho a ser realizado. Guto assumiu o time na lanterna com 7 pontos em nove jogos e terminou a competição com 48 pontos, na décima segunda colocação. Mas em seguida, a Portuguesa foi punida no STJD pela escalação irregular do jogador Héverton, perdendo 4 pontos, caindo para a décima sétima posição e por consequência acabou sendo rebaixada para a Série B naquele mesmo ano.
Em fevereiro de 2014, após um mau início no Campeonato Paulista, pediu demissão do comando da Lusa.

### Figueirense
No dia 30 de abril, assumiu o comando do Figueirense para a disputa do Campeonato Brasileiro, porém foi demitido em 24 de julho.

### Retorno à Ponte Preta
Após a demissão de Dado Cavalcanti, Guto Ferreira, que estava sem clube, acertou seu retorno no comando da Ponte Preta. Na Macaca alcançou o acesso para a Série A do Campeonato Brasileiro de 2015, sendo vice-campeão brasileiro da Série B em 2014. Em 2015 conquistou mais um troféu de Campeão Paulista do Interior. Após um ótimo inicio no Brasileirão 2015, onde figurou entre os primeiros até a 7ª rodada, no dia 3 de agosto Guto foi demitido após sete jogos sem vencer no Campeonato Brasileiro. O treinador deixou o Majestoso com 107 partidas - somando as duas passagens pelo clube, com 51 vitórias, 28 empates e 28 derrotas, um aproveitamento de 56,38%. Ele já figura entre os dez treinadores que mais comandaram a Ponte Preta. A conquista do Título do Interior e o bom início de Campeonato Brasileiro fizeram com que Guto Ferreira recebesse sondagens de diversos clubes nacionais, como Santos e Fluminense, e recusasse uma proposta vantajosa do do Al-Ittihad, dos Emirados Árabes.

### Chapecoense
No dia 14 de setembro de 2015, foi contratado pela Chapecoense após a demissão de Vinícius Eutrópio. Livrou o time do rebaixamento no Campeonato Brasileiro e o levou às quartas de final da Copa Sul-Americana, onde a Chape foi eliminada pelo River Plate da Argentina.
No dia 9 de maio de 2016, conquistou o Campeonato Catarinense após empatar por 1 a 1 com o Joinville na Arena Condá.

### Bahia
No dia dia 24 de junho de 2016, Guto Ferreira acertou com o Bahia. Em novembro, conquistou o acesso à Serie A do Campeonato Brasileiro. Já no dia 24 de maio de 2017, conquistou a Copa do Nordeste, primeiro título a nível regional da carreira e primeiro título do treinador no comando do Esquadrão, batendo o Sport no jogo de volta das finais da competição por 1 a 0 na Arena Fonte Nova, para mais de 40 mil pagantes. No jogo de ida, na Ilha do Retiro, empate por 1 a 1.

### Internacional
Retornou ao Internacional no dia 30 de maio de 2017, assinando até o final do ano, com possibilidade de renovação por mais um.
Foi demitido em 11 de novembro, após empate em 1 a 1 com o Vila Nova, mas deixou o time praticamente classificado e garantido na série A do Brasileiro do ano seguinte. Dentre os motivos de sua demissão, a crônica esportiva local sugeriu a "falta de desempenho", segundo o jornalista Pedro Ernesto Denardin, o que foi confirmado pelo vice de futebol Roberto Melo: "O desempenho não vinha acontecendo".

### Retorno ao Bahia
No dia 26 de dezembro de 2017, acertou seu retorno ao Bahia. Já no dia 8 de abril de 2018, conquistou o Campeonato Baiano. No dia 3 de junho, após o time baiano ser derrotado pelo Grêmio no Campeonato Brasileiro, por um placar de 2 a 0, em casa, teve seu trabalho contestado, resultando em sua demissão.

### Retorno à Chapecoense
No dia 7 de agosto de 2018, retornou a Chapecoense para substituir Gilson Kleina. Foi demitido no dia 15 de outubro, após perder em casa para o Vitória.

### Sport

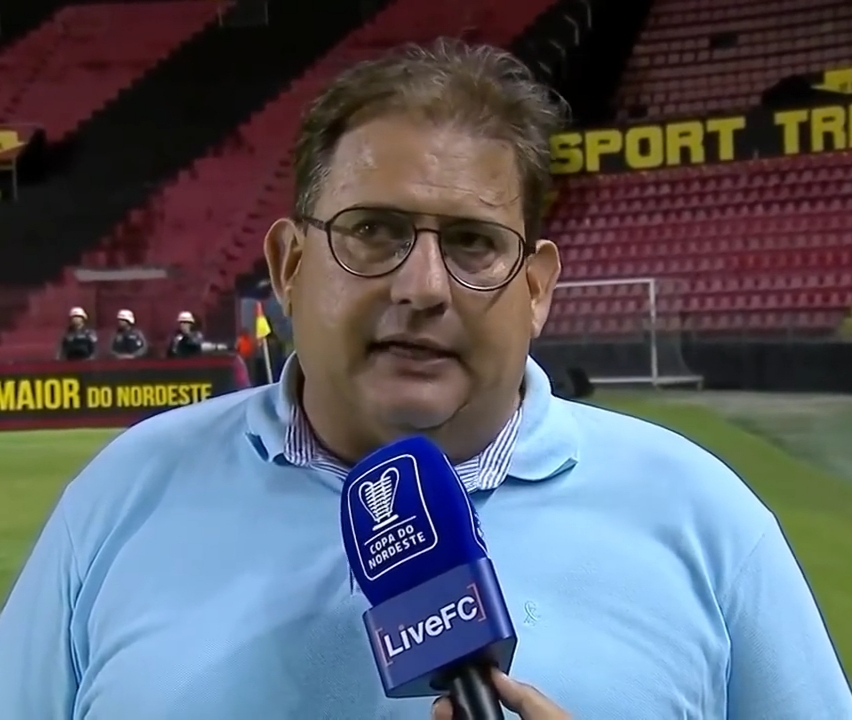
Guto Ferreira em entrevista pré-jogo entre Sport e Imperatriz, pela Copa do Nordeste 2020

Já no dia 20 de fevereiro de 2019, acertou com o Sport até o final da temporada. E no dia 21 de abril, com o placar agregado de 2 a 2 no tempo normal e 4 a 3 nos pênaltis, sagrou-se campeão pernambucano em cima do Náutico. Na Série B fez uma ótima campanha, subindo com o rubro-negro para a Série A do Campeonato Brasileiro 2020 na segunda colocação e atingindo a marca de cinco acessos em sua carreira de treinador no Brasil: com o Mogi Mirim em 2012, subiu da Série D para a Série C, e com a Ponte Preta em 2014, o Bahia em 2016, o Internacional em 2017 e o próprio Sport em 2019, subiu da Série B para a Série A.
No Sport, Guto Ferreira chegou a ser o segundo técnico mais longevo no comando de um time do futebol brasileiro. Com 54 jogos no comando do Leão, o treinador foi o sétimo treinador a atingir a marca de 50 jogos no clube desde 2001. Nesse período, outros 37 treinadores passaram pelo clube, sem contar técnicos interinos. Entre os que conseguiram atingir 50 jogos no comando do Sport, Guto Ferreira tinha o menor número de derrotas (apenas cinco).
Guto permaneceu no Sport para 2020, mas ele teve um início de temporada ruim, com duas vitórias, seis empates e uma derrota para o Brusque, na Copa do Brasil, que custou a eliminação do time na primeira fase do torneio. Devido a esses resultados, foi demitido no dia 13 de fevereiro.

### Ceará
Assumiu o comando do Ceará no dia 18 de março de 2020, após a saída de Enderson Moreira. Porém, fez sua estreia no clube em uma partida oficial apenas em 13 de julho do mesmo ano, em razão da Pandemia de COVID-19. Na ocasião, o time saiu vitorioso sobre o Barbalha, com o placar de 5 a 0, pelo Campeonato Cearense. No dia 4 de agosto, com o placar agregado de 4 a 1 em cima do Bahia, conquistou mais uma vez a Copa do Nordeste, sendo seu segundo título da competição como técnico e o segundo título conquistado pelo clube de forma invicta.
No Campeonato Brasileiro de 2020, Guto comandou o Ceará durante todo o decorrer da competição, sendo o primeiro técnico a realizar tal feito no clube. Por ter finalizado a competição em 11º lugar, conseguiu levar o clube à sua segunda participação na Copa Sul-Americana, estreando na competição internacional no dia 21 de abril de 2021, com uma vitória sobre o Jorge Wilstermann, da Bolívia.
Em 2021, sua equipe chegou a segunda final seguida da Copa do Nordeste, porém, o Ceará foi batido pelo Bahia — mesmo adversário do ano anterior, quando foi campeão —, após vencer o jogo de ida por 1 a 0 e perder o jogo da volta por 2 a 1 e ser derrotado nas penalidades máximas por 4 a 2, ficando dessa vez com o vice-campeonato. No dia 29 de agosto, após a derrota de 2 a 0 para o América Mineiro no Brasileirão, foi demitido do Ceará.

### Bahia
Foi contratado em 6 de outubro de 2021 para treinar o Bahia no Campeonato Brasileiro. Foi demitido no dia 26 de junho de 2022, após derrota em casa para o Novorizontino pela décima quarta rodada da Série B. Ao todo foram 47 partidas oficiais, com 20 vitórias, 10 empates e 17 derrotas.

### Coritiba
Foi contratado em 14 de agosto de 2022 para treinar o Coritiba. Em 9 de dezembro de 2022, após conseguir evitar o rebaixamento à Série B, foi anunciado o seu desligamento do clube. Foram 16 jogos, obtendo 6 vitórias, 2 empates e 8 derrotas, com um aproveitamento de 41,67%.

### Goiás
Foi contratado para a disputa do Campeonato Goiano de 2023. Foi demitido em 10 de abril, após ficar com o segundo lugar na competição, perdendo a final para o Atlético Goianiense.

### Retorno ao Ceará
Em 29 de junho de 2023, foi anunciado o seu retorno ao Ceará, para a sequência da disputa da Série B, após a demissão de Eduardo Barroca. Foi demitido em 29 de agosto de 2023, após uma campanha de 11 jogos, obtendo 3 vitórias, 5 empates e 3 derrotas, sequência de resultados que acabou afastando ainda mais o clube da disputa pelo acesso a elite do Brasileirão 2024.

### Retorno ao Coritiba
No dia 27 de novembro de 2023, foi anunciado seu retorno ao Coritiba, para treinar o clube já rebaixado no final do Série A após a demissão do Thiago Kosloski. Foi demitido em 04 de maio de 2024, após derrota pelo Sport na terceira rodada da Série B, também havia sido eliminado na primeira fase da Copa do Brasil para o Águia de Marabá e caiu na semifinal do Paranaense para o Maringá.

### Retorno ao Sport
Em 26 de julho de 2024 foi contratado pelo Sport para comandar o clube na Série B.

### Cuiabá
Em 21 de fevereiro de 2025 foi contratado pelo Cuiabá para comanda o clube na Série B.

## Títulos

### Profissional
Ceará
- Copa do Nordeste: 2020

Sport
- Campeonato Pernambucano: 2019

Bahia
- Campeonato Baiano: 2018
- Copa do Nordeste: 2017

Chapecoense
- Campeonato Catarinense: 2016

Ponte Preta
- Campeonato Paulista do Interior: 2013 e 2015

Mogi Mirim
- Campeonato Paulista do Interior: 2012

Internacional
- Campeonato Gaúcho: 2002

### Categorias de base
Internacional
- Campeonato Gaúcho de Juniores: 1996 e 1997
- Copa São Paulo de Futebol Júnior: 1998

São Paulo
- Torneio Sul-Americano Sub-16: 1995
- Campeonato Paulista Juvenil: 1993

XV de Piracicaba
- Copa São Paulo de Futebol Juvenil: 1992